# مروان خيطان
مروان حنا سليمان خيطان (مواليد 1952 في الكرك) سياسي ومهندس أردني شغل منصب وزير النقل في حكومة بشر الخصاونة من 12 تشرين الأول 2020 إلى 7 آذار 2021.

## المؤهل العلمي
- بكالوريوس ودبلوم هندسة في تنظيم واقتصاديات النقل
- ماجستير في هندسة النقل / خريج جامعة موسكو للطرق والنقل عام 1978.

## الخبرات العملية
- 1978-1979 الشركة الأردنية - السورية للنقل البري.
- 1979- 1981سكة حديد العقبة - مساعد مدير دائرة النقل ومن ثم مدير.
- 1981-1985 مدير التخطيط  في مؤسسة النقل العام
- 1985-1988 مدير دائرة النقل والتشغيل في مؤسسة النقل العام
- 1988-1995 نائب مدير مؤسسة النقل العام
- 1995-2000 مدير عام مؤسسة النقل العام
- 2001-2005 مدير عام شركة الظلال لنقل الركاب
- 2005-2009 مدير عام الشركة المتكاملة للنقل المتعدد
- وزير نقل